# Kejtum Sogn
Kejtum Sogn (tysk Kirchspiel Keitum) er et sogn på øen Sild i Sydslesvig, tidligere i Landskabet Sild (også Sild Herred, Tønder Amt), nu kommunerne Kampen, Venningsted-Brarup og delvis i Sild Kommune i Nordfrislands Kreds. Venningsted fik i 1900-tallet (igen) en egen kirke, List 1935 en garnisionskirke.
I Kejtum Sogn findes flg. stednavne:
- Arksum (tysk Archsum nordfrisisk Arichsem)
- Blidsel[2]
- Brarup (Braderup)
- Kampen (nordfrisisk Kaamp)
- Kejtum (tysk Keitum nordfrisisk Kairem)
- List med Listerland (dog op til 1864 som kongeriske enklave tilhørende Ribe)
- Munkmarsk (tysk Munkmarsch nordfrisisk Munkmērsk)
- Tinnum (nordfrisisk Tinem)
- Venningsted